# Аттіла Фіола
Аттіла Фіола (угор. Fiola Attila, нар. 17 лютого 1990, Сексард) — угорський футболіст, правий захисник клубу «Фегервар» і національної збірної Угорщини.

## Клубна кар'єра
У дорослому футболі дебютував 2009 року виступами за команду клубу «Пакш», в якій провів п'ять сезонів, взявши участь у 135 матчах чемпіонату. Більшість часу, проведеного у складі «Пакша», був основним гравцем на правому фланзі захисту команди.
До складу клубу «Академія Пушкаша» приєднався 2015 року.

## Виступи за збірні
Протягом 2010—2012 років залучався до складу молодіжної збірної Угорщини. На молодіжному рівні зіграв у 16 офіційних матчах, забив 1 гол.
2014 року дебютував в офіційних матчах у складі національної збірної Угорщини. Наразі провів у формі головної команди країни 27 матчів.

## Титули і досягнення
- Чемпіон Угорщини (1):

МОЛ Віді: 2017-18
- Володар Кубка Угорщини (1):

МОЛ Віді: 2018-19
- Володар Кубка угорської ліги (1):

Пакш: 2010-11